# Raised Beach
Der Raised Beach (englisch für Erhöhter Strand) ist ein Strand an der Scott-Küste des ostantarktischen Viktorialands. Er liegt nahe der Igloo Snowdrift am Ufer der Evans Cove.
Die Nordgruppe um Victor Campbell bei der Terra-Nova-Expedition (1910–1913) des britischen Polarforschers Robert Falcon Scott benannte ihn deskriptiv.